# Sattar Zare
 Sattar Zare, né le 27 janvier 1982 à Shiraz, est un footballeur iranien. Il joue au poste de défenseur avec l'équipe d'Iran et le club de  Bargh Chiraz. 

## Carrière

### En club
- Bargh Chiraz -  Iran

### En équipe nationale
Il fut tout d'abord sélectionné avec l'équipe d'Iran des moins de 23 ans pour disputer la qualification pour les Jeux Olympiques 2004.
Il obtint sa première cape en  2004 contre l'équipe de Thaïlande. Il a disputé la coupe d'Asie en 2004.
Zare devait participer à la coupe du monde 2006 avec l'équipe d'Iran mais il se blessa juste avant le début de la compétition.

## Palmarès
- 37 sélections en équipe nationale